# توماس دوز
توماس دوز (بالإنجليزية: Thomas Dawes)‏ هو سياسي أمريكي، ولد في 5 أغسطس 1731، وتوفي في 2 يناير 1809 في بوسطن في الولايات المتحدة.

## معرض صور

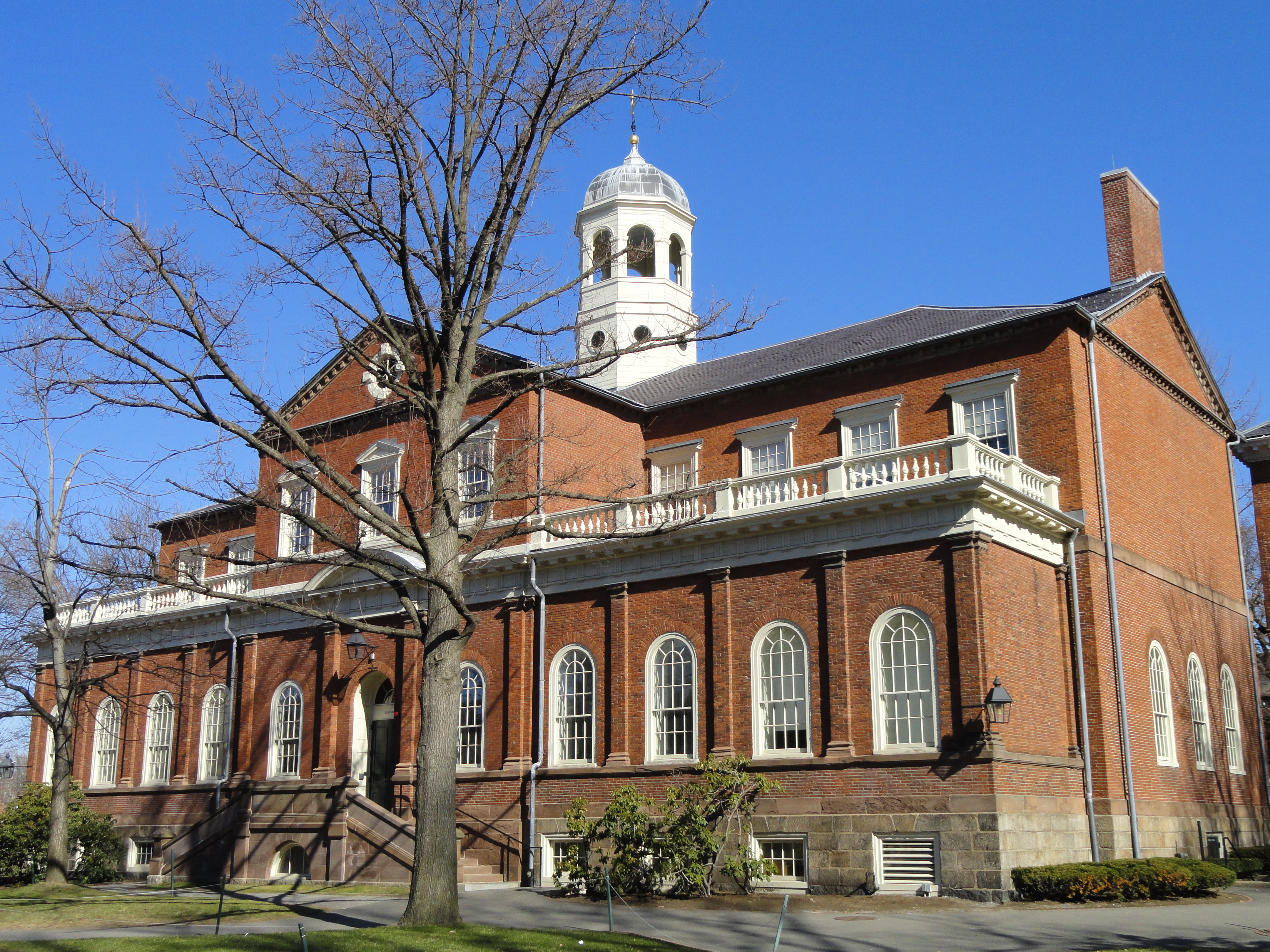
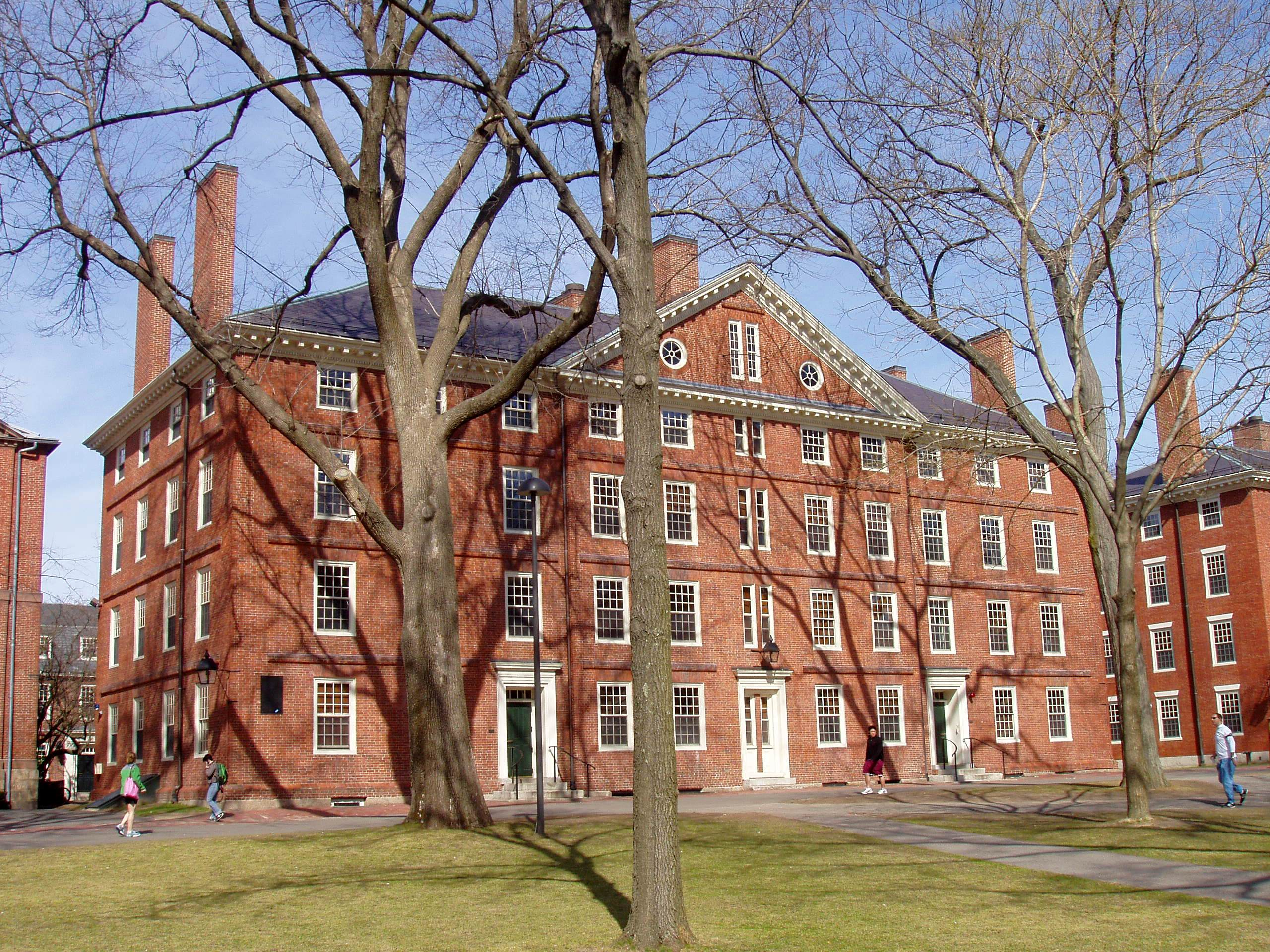
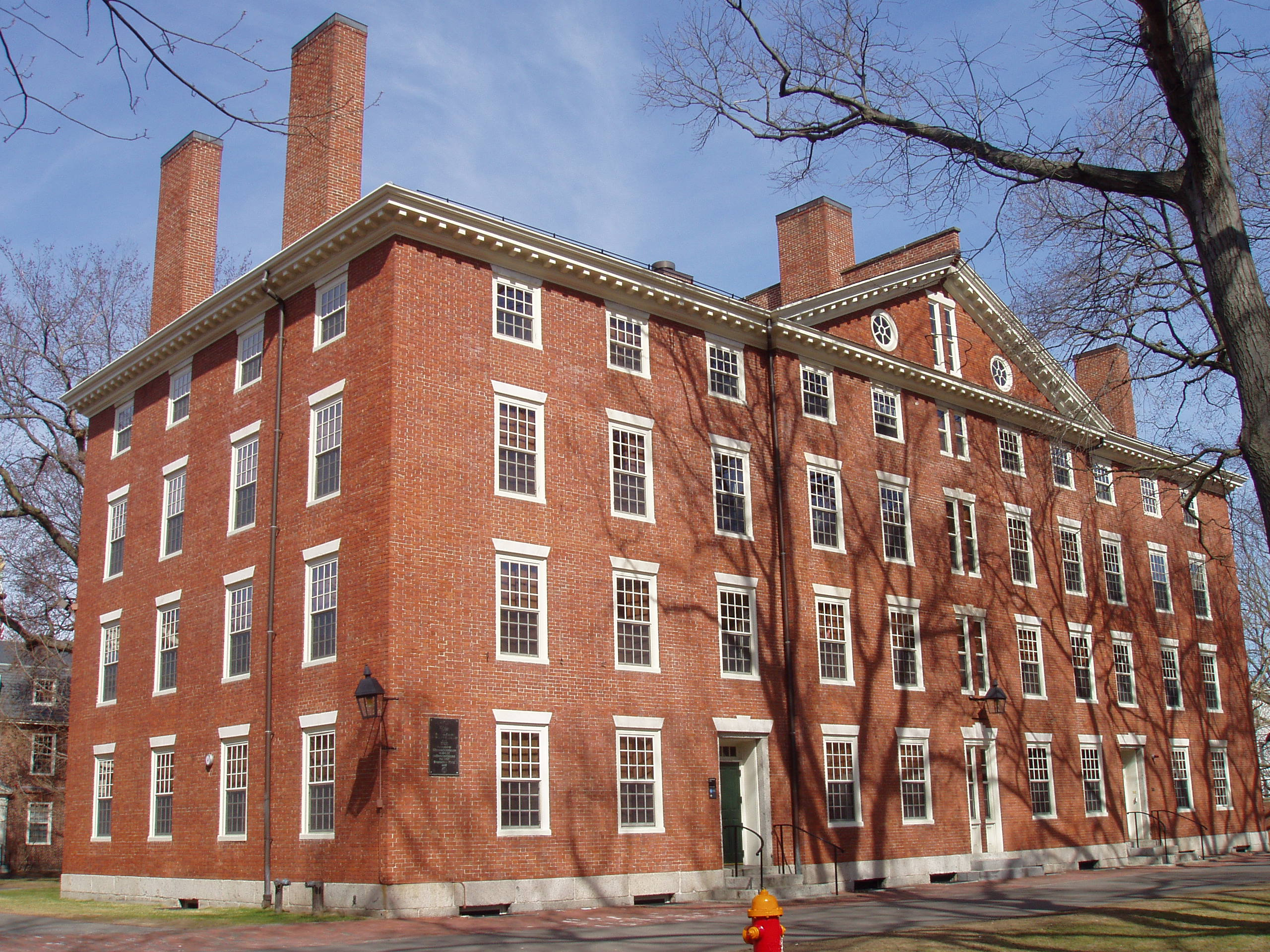